# Dipartimento di Bettié
Il dipartimento di Bettié è un dipartimento della Costa d'Avorio. È situato nella regione di Indénié-Djuablin, distretto di Comoé.
Nel censimento del 2014 è stata rilevata una popolazione di 56.096 abitanti. 
Il dipartimento è suddiviso nelle sottoprefetture di 
Bettié e Diamarakro.